# 카를로 코르나라

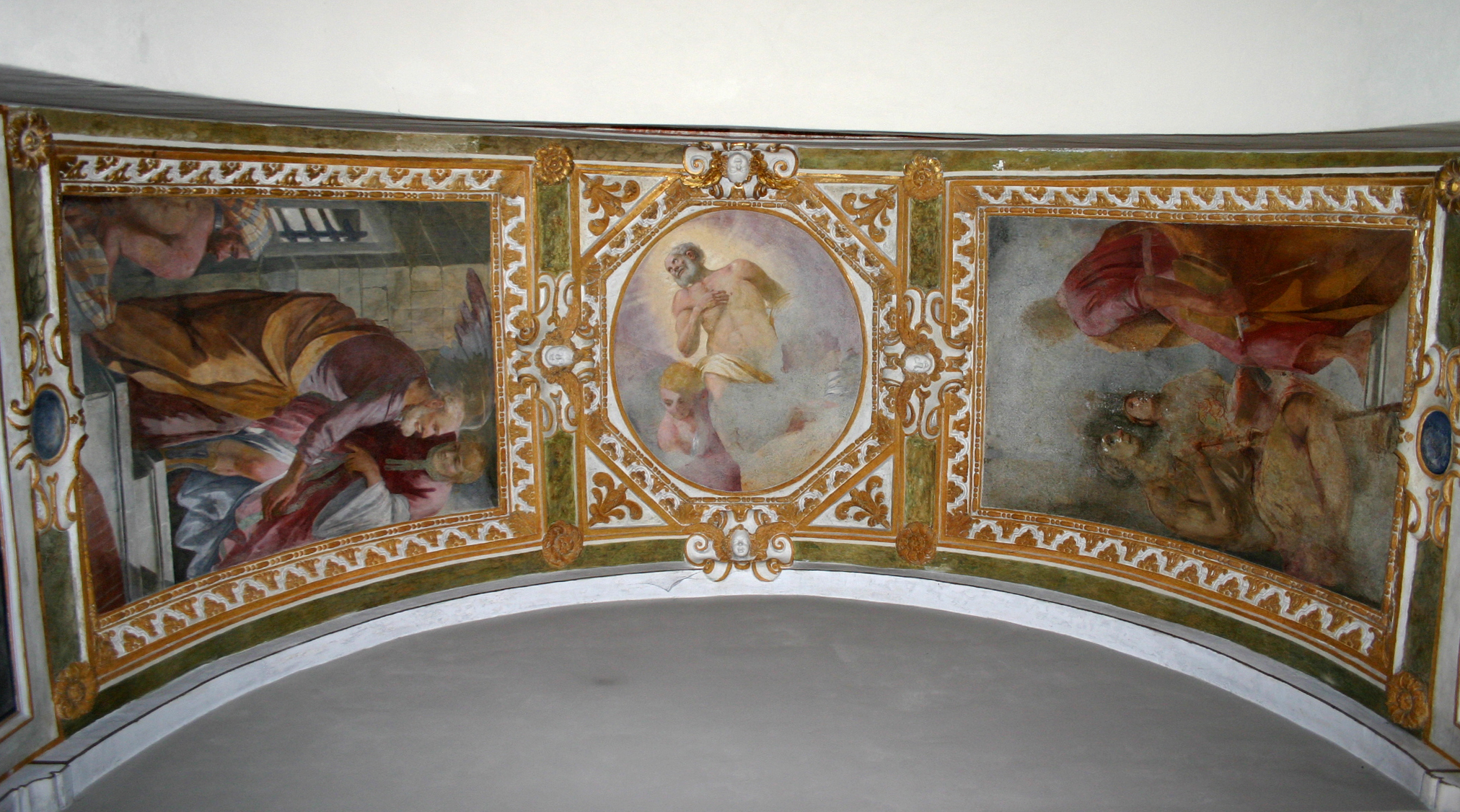
산탐브로조 교회의 신도석 왼쪽 프레스코가 카를로 코르나라의 작품

카를로 코르나라(이탈리아어: Carlo Cornara, 1605년 ~ 1673년)는 바로크 시대에 활동한 이탈리아의 화가이다. 밀라노 출생으로 카밀로 프로카치니(Camillo Procaccini, 1551년 ~ 1629년)의 제자가 되었다. 청나라에서 활동한 이탈리아의 예수회 선교사이자 화가 주세페 카스틸리오네가 그의 제자이다.